# Carlos Lapetra
Carlos Lapetra Coarasa (* 29. November 1938 in Saragossa; † 24. Dezember 1995 ebenda) war ein spanischer Fußballspieler. Er gewann mit der spanischen Nationalmannschaft die Fußball-Europameisterschaft 1964 und nahm an der Weltmeisterschaft 1966 in England teil.

## Karriere

### Vereine
In der Saison 1958/59 startete Lapetra seine Karriere im Seniorenbereich beim CD Guadalajara in der Tercera División. Nach einer Spielzeit wechselte er 1959 in die Primera División zu Real Saragossa. Bis zu seinem Karriereende spielte Lapetra ausschließlich für diesen Klub, mit dem er zweimal den nationalen Vereinspokal sowie den Messestädte-Pokal gewann. Aufgrund wiederkehrender Verletzungsprobleme und weil Saragossa seinen Vertrag nicht verlängerte, beendete Lapetra 1969 mit nur 30 Jahren seine aktive Laufbahn.

### Nationalmannschaft
Lapetra debütierte am 13. Juni 1963 bei der 2:6-Heimniederlage im Estadio Santiago Bernabéu gegen Schottland in der spanischen Nationalmannschaft. Im folgenden Jahr kam er in den Viertelfinalspielen der Europameisterschaft 1964 gegen Irland zum Einsatz. Nach dem Erreichen der Finalrunde wurde Lapetra von Nationaltrainer José Villalonga für das spanische Aufgebot nominiert. Er kam im Halbfinalspiel gegen Ungarn und im siegreichen Finale gegen die Sowjetunion zum Einsatz.
Anlässlich der Weltmeisterschaft 1966 in England wurde Lapetra erneut in den spanischen Kader berufen. Am 20. Juli 1966 wurde er im letzten Spiel der Gruppe B bei der 1:2-Niederlage gegen Deutschland eingesetzt. Aufgrund der Niederlage schied Spanien nach der Vorrunde aus dem Turnier aus. Dieses Spiel war gleichzeitig sein letztes von insgesamt 13 Länderspielen, in denen er ein Tor erzielte.

## Erfolge
- Europameister: 1964
- Messestädte-Pokalsieger: 1964
- Spanischer Pokalsieger: 1964, 1966